# Adventures in Foam
Adventures in Foam was het eerste en het laatste album van Amon Tobin onder de naam Cujo. Het was uitgebracht in 1996 onder het kleine label Ninebar. Dit was rond dezelfde tijd dat Tobin een contract tekende bij Ninja Tune om verder te gaan met opnemen onder zijn eigen naam.

## Tracklist

### Originele (Ninebar) editie
De tracklists van de originele cd en LP versies, uitgebracht in het Verenigd Koninkrijk op 16 september 1996 waren als volgt:

#### Cd
1. "Adventures In Foam intro" – 1:49
2. "Cat People" – 5:55
3. "Northstar" – 6:09
4. "Fat Ass Joint" – 5:42
5. "Ol' Bunkhouse" – 5:47
6. "Paris Streatham" – 4:57
7. "A Vida" – 4:07
8. "Traffic" – 5:52
9. "Reef's Edge (Interval)" – 1:59
10. "The Sighting" – 4:33
11. "Break Charmer" – 4:09
12. "The Method" – 6:26
13. "On The Track" – 5:43
14. "Cruzer" – 14:28

Op deze editie, bevatte "Cruzer" een hidden track die op 12:39 begint.

#### 2x12"
kant A
1. "The Method"
2. "Ol' Bunkhouse"
3. "On The Track"

Kant B
1. "Cat People"
2. "Break Charmer"
3. "Fat Ass Joint"

Kant C
1. "A Vida"
2. "Paris Streatham"
3. "North Star"

Kant D
1. "Traffic"
2. "The Sequel"
3. "Cruzer"

### VS (Shadow Records) editie
Het album was uitgebracht in de VS, met aangepaste track listing en artwork zonder toestemming van Tobin, door Shadow Records op 27 mei 1997 - nadat Tobins Ninja Tune debuut, Bricolage werd uitgebracht
1. "Adventures In Foam Intro"
2. "Traffic"
3. "The Light"
4. "Cat People"
5. "Paris Streatham"
6. "A Vida"
7. "Fat Ass Joint"
8. "The Brazilianaire"
9. "Northstar"
10. "Break Charmer"
11. "Clockwork" (mistitled as "The Sequel")
12. "Reef's Edge (Interval)"
13. "The Sighting"
14. "Cruzer"

### Ninja Tune heruitgave
Op 20 mei 2002 bracht Ninja Tune een heruitgave van het album uit. Het label zei tegen de media:

Het feit blijft dat "Adventures In Foam" een heel goed album was, en dat het verdiende om gehoord te worden. Dus toen Ninja een kans aanbood om het opnieuw uit te brengen, pakte ze die kans meteen.

De Ninja Tune edities' tracklists zijn identiek met degene van de Ninebar edities, maar de cd komt met een tweede schijf die de volgende nummers bevatte:
1. "The Brazilianaire" – 6:20
2. "4 or 6" – 5:40
3. "Mars Brothers" – 5:06
4. "Popsicle" – 4:37
5. "The Light" – 5:15
6. "The Sequel" – 7:52